# RBK (Medienunternehmen)
RBK (RosBisnesKonsalting; russisch РБК, РосБизнесКонсалтинг, englisch RBC Information Systems, RosBusinessConsulting) ist ein russisches Medienunternehmen mit Sitz in Moskau. Haupteigentümer war bis zum Mai 2017 der Milliardär Michail Prochorow.
Es gehört zu den führenden Medien- und Internetunternehmen Russlands und ist an der Moskauer Börse gelistet.

## Medien
RBK betreibt den Fernsehnachrichtenkanal RBK mit Wirtschaftsnachrichten, der monatlich nach eigenen Angaben Anfang 2018 von etwa 27 Millionen Zuschauern gesehen wird.
Die Tägliche Handelszeitung »RBK«  erscheint fünfmal in der Woche und wird in 80.000 Exemplaren verkauft.
Die Nachrichtenagentur »RBK« und eine Internetplattform werden ebenfalls vom Unternehmen unterhalten.
2006 erwarb es nach Firmenangaben außerdem 60 Prozent am Unternehmen EDI S PRESS Holding, das unter anderem die Magazine Salon Interior und Idei Vashego Doma herausgibt.

## Geschichte

Logo bis zum 5. Februar 2013

RBK wurde 1993 gegründet. Es berichtet überwiegend zu Wirtschaftsthemen und hatte sich (nach dem Umbruch der russischen Medien 2013) den Ruf als eines der letzten unabhängigen Medienunternehmen in Russland erworben.
Der Fernsehsender und die Zeitung berichteten mehrfach über kritische Ereignisse in Russland, wie die Erwähnung russischer Politiker in den Panama Papers im April 2016.
Im Mai 2016 wurden die drei Chefredakteure entlassen, angeblich aus wirtschaftlichen Gründen. Zwei Redakteure und ein Dutzend weitere Mitarbeiter folgten den Chefredakteuren freiwillig. Die neuen Chefredakteure kamen von der Nachrichtenagentur TASS und wollten an der Professionalität der Redaktion nichts ändern, aber erklärten zur Selbstzensur, auch wer mit dem Auto über eine Doppellinie fahre, verlöre den Führerschein.
Der staatliche Erdölkonzern Rosneft verklagte RBK Ende 2016 wegen eines Zeitungsartikels, in dem über den Verkauf von Anteilen des Konzerns berichtet wurde, auf 4 Milliarden Rubel Schadenersatz.
Im Mai 2017 bewilligte die Antimonopolbehörde den Verkauf des zuvor von Prochorow gehaltenen Anteils von 65 Prozent an Grigori Bereskin, einen Kreml-freundlichen Verleger der Gratiszeitung Metropol und der Boulevardzeitung Komsomolskaja Prawda. Hinter dem Geschäft im Umfang von geschätzten 50 Millionen Dollar wurde politischer Druck vermutet. Für Bereskin sind Wirtschaftsmedien auch deswegen interessant, weil sie mit ihrer zahlungskräftigen Premium-Zielgruppe hohe Werbeerlöse generieren.